# Liste der Bodendenkmäler in Weißenhorn
Auf dieser Seite sind die Bodendenkmäler in der schwäbischen Gemeinde Weißenhorn zusammengestellt. Diese Tabelle ist eine Teilliste der Liste der Bodendenkmäler in Bayern. Grundlage ist die Bayerische Denkmalliste, die auf Basis des Bayerischen Denkmalschutzgesetzes vom 1. Oktober 1973 erstmals erstellt wurde und seither durch das Bayerische Landesamt für Denkmalpflege geführt wird. Die folgenden Angaben ersetzen nicht die rechtsverbindliche Auskunft der Denkmalschutzbehörde.

## Bodendenkmäler in Weißenhorn
| Lage                       | Objekt                                                                                       | Akten-Nr.     | Bild                                                                           |
| -------------------------- | -------------------------------------------------------------------------------------------- | ------------- | ------------------------------------------------------------------------------ |
| Weißenhorn (Standort)      | Verhüttungsplatz vor- und frühgeschichtlicher Zeitstellung.                                  | D-7-7726-0157 | in WP fehlt: D-7-7726-0158 D-7-7726-0158 ist in metadb, muss in wp-liste rein. |
| Weißenhorn (Standort)      | Verhüttungsplatz der Latènezeit.                                                             | D-7-7726-0158 | in WP fehlt: D-7-7726-0159 D-7-7726-0159 ist in metadb, muss in wp-liste rein. |
| Weißenhorn (Standort)      | Verhüttungsplatz der Latènezeit.                                                             | D-7-7726-0159 | in WP fehlt: D-7-7726-0160 D-7-7726-0160 ist in metadb, muss in wp-liste rein. |
| Weißenhorn (Standort)      | Verhüttungsplatz vor- und frühgeschichtlicher Zeitstellung.                                  | D-7-7726-0160 | in WP fehlt: D-7-7726-0161 D-7-7726-0161 ist in metadb, muss in wp-liste rein. |
| Weißenhorn (Standort)      | Verhüttungsplatz der Latènezeit.                                                             | D-7-7726-0161 | in WP fehlt: D-7-7726-0162 D-7-7726-0162 ist in metadb, muss in wp-liste rein. |
| Weißenhorn (Standort)      | Verhüttungsplatz vor- und frühgeschichtlicher Zeitstellung.                                  | D-7-7726-0162 |                                                                                |
| Attenhofen (Standort)      | Freilandstation des Paläolithikums und des Mesolithikums.                                    | D-7-7626-0209 |                                                                                |
| Emershofen (Standort)      | Grabhügel vorgeschichtlicher Zeitstellung.                                                   | D-7-7726-0035 |                                                                                |
| Hegelhofen (Standort)      | Grabhügel der Hallstattzeit.                                                                 | D-7-7626-0113 |                                                                                |
| Weißenhorn (Standort)      | Siedlung der römischen Kaiserzeit und Körpergräber des frühen Mittelalters.                  | D-7-7626-0116 |                                                                                |
| Weißenhorn (Standort)      | Verhüttungsplatz vor- und frühgeschichtlicher Zeitstellung.                                  | D-7-7626-0120 |                                                                                |
| Weißenhorn (Standort)      | Siedlung und Bestattungsplatz der römischen Kaiserzeit.                                      | D-7-7626-0122 |                                                                                |
| Attenhofen (Standort)      | Siedlung vor- oder frühgeschichtlicher Zeitstellung.                                         | D-7-7626-0135 |                                                                                |
| Attenhofen (Standort)      | Freilandstation des Spätpaläolithikums und des Frühmesolithikums, Siedlung                   | D-7-7626-0145 |                                                                                |
| Attenhofen (Standort)      | Freilandstation des Mesolithikums und Siedlung des Neolithikums.                             | D-7-7626-0148 |                                                                                |
| Attenhofen (Standort)      | Freilandstation des Spätpaläolithikums und des Frühmesolithikums.                            | D-7-7626-0158 |                                                                                |
| Attenhofen (Standort)      | Freilandstation des Paläolithikums und des Frühmesolithikums, Siedlung der Latènezeit.       | D-7-7626-0169 |                                                                                |
| Attenhofen (Standort)      | Freilandstation des Spätpaläolithikums, des Früh- und des Spätmesolithikums, Siedlung        | D-7-7626-0171 |                                                                                |
| Weißenhorn (Standort)      | Mittelalterliche und frühneuzeitliche Befunde im Bereich des historischen Stadtkerns         | D-7-7626-0176 |                                                                                |
| Weißenhorn (Standort)      | Klosterwüstung der frühen Neuzeit.                                                           | D-7-7626-0177 |                                                                                |
| Attenhofen (Standort)      | Siedlung des Neolithikums.                                                                   | D-7-7626-0196 |                                                                                |
| Attenhofen (Standort)      | Freilandstation des Spätpaläolithikums und des Frühmesolithikums, Siedlung des Neolithikums. | D-7-7626-0198 |                                                                                |
| Attenhofen (Standort)      | Freilandstation des Mesolithikums und des Spätpaläolithikums, Siedlung des Neolithikums.     | D-7-7626-0199 |                                                                                |
| Attenhofen (Standort)      | Freilandstation des Spätpaläolithikums und des Mesolithikums, Siedlung der Vorgeschichte.    | D-7-7626-0201 |                                                                                |
| Attenhofen (Standort)      | Freilandstation des Spätpaläolithikums.                                                      | D-7-7626-0202 |                                                                                |
| Attenhofen (Standort)      | Freilandstation des Spätpaläolithikums und des Frühmesolithikums, Eisenverhüttungsplatz      | D-7-7626-0203 |                                                                                |
| Attenhofen (Standort)      | Freilandstation des Spätpaläolithikums und des Frühmesolithikums.                            | D-7-7626-0204 |                                                                                |
| Attenhofen (Standort)      | Freilandstation des Magdalénien, des Spätpaläolithikums und des Frühmesolithikums            | D-7-7626-0207 |                                                                                |
| Attenhofen (Standort)      | Freilandstation des Mesolithikums.                                                           | D-7-7626-0249 |                                                                                |
| Attenhofen (Standort)      | Freilandstation des Mesolithikums.                                                           | D-7-7626-0250 |                                                                                |
| Attenhofen (Standort)      | Freilandstation des Frühmesolithikums.                                                       | D-7-7626-0251 |                                                                                |
| Attenhofen (Standort)      | Freilandstation des Spätpaläolithikums und des Mesolithikums.                                | D-7-7626-0252 |                                                                                |
| Attenhofen (Standort)      | Freilandstation des Mesolithikums.                                                           | D-7-7626-0253 |                                                                                |
| Attenhofen (Standort)      | Freilandstation des Mesolithikums.                                                           | D-7-7626-0254 |                                                                                |
| Attenhofen (Standort)      | Freilandstation des Paläolithikums und des Frühmesolithikums.                                | D-7-7626-0255 |                                                                                |
| Weißenhorn (Standort)      | Mittelalterliche und frühneuzeitliche Befunde im Bereich der ehemaligen Stadtbefestigung     | D-7-7626-0293 |                                                                                |
| Weißenhorn (Standort)      | Mittelalterliche und frühneuzeitliche Befunde im Bereich der nördlichen Vorstadt             | D-7-7626-0294 |                                                                                |
| Weißenhorn (Standort)      | Mittelalterliche und frühneuzeitliche Befunde im Bereich der südlichen Vorstadt              | D-7-7626-0295 |                                                                                |
| Weißenhorn (Standort)      | Mittelalterliche und frühneuzeitliche Befunde im Bereich der Kath. Stadtpfarrkirche          | D-7-7626-0296 |                                                                                |
| Weißenhorn (Standort)      | Mittelalterliche und frühneuzeitliche Befunde im Bereich der Kath. Kirche Heilig Geist       | D-7-7626-0297 |                                                                                |
| Weißenhorn (Standort)      | Mittelalterliche und frühneuzeitliche Befunde im Bereich der Kath. Kapelle St. Leonhard      | D-7-7626-0298 |                                                                                |
| Weißenhorn (Standort)      | Frühneuzeitliche Befunde im Bereich der Kath. Friedhofskirche St. Bartholomäus               | D-7-7626-0325 |                                                                                |
| Weißenhorn (Standort)      | Mittelalterliche und frühneuzeitliche Befunde im Bereich des ehemaligen Schlosses            | D-7-7626-0326 |                                                                                |
| Weißenhorn (Standort)      | Mittelalterliche und frühneuzeitliche Befunde im Bereich der Kath. Pfarrkirche St. Nikolaus  | D-7-7626-0328 |                                                                                |
| Hegelhofen (Standort)      | Eisenverhüttungsplatz der Latènezeit.                                                        | D-7-7626-0330 |                                                                                |
| Hegelhofen (Standort)      | Mittelalterliche und frühneuzeitliche Befunde im Bereich der Kath. Pfarrkirche               | D-7-7626-0332 |                                                                                |
| Hegelhofen (Standort)      | Frühneuzeitliche Befunde im Bereich der Mühlkapelle bei Attenhofen.                          | D-7-7626-0334 |                                                                                |
| Weißenhorn (Standort)      | Eisenverhüttungsplatz vor- und frühgeschichtlicher Zeitstellung.                             | D-7-7626-0338 |                                                                                |
| Weißenhorn (Standort)      | Grabhügel der Hallstattzeit.                                                                 | D-7-7627-0044 |                                                                                |
| Wallenhausen (Standort)    | Burgstall des Mittelalters.                                                                  | D-7-7627-0046 |                                                                                |
| Wallenhausen (Standort)    | Mittelalterlicher Turmhügel.                                                                 | D-7-7627-0047 |                                                                                |
| Oberreichenbach (Standort) | Burgstall des Mittelalters.                                                                  | D-7-7627-0051 |                                                                                |
| Oberreichenbach (Standort) | Verhüttungsplatz der Eisenzeit.                                                              | D-7-7627-0052 |                                                                                |
| Biberachzell (Standort)    | Mittelalterlicher Burgstall.                                                                 | D-7-7627-0053 |                                                                                |
| Biberachzell (Standort)    | Grabhügel vorgeschichtlicher Zeitstellung.                                                   | D-7-7627-0054 |                                                                                |
| Biberachzell (Standort)    | Mittelalterliche und frühneuzeitliche Befunde im Bereich der Kath. Pfarrkirche               | D-7-7627-0056 |                                                                                |
| Biberachzell (Standort)    | Siedlung vorgeschichtlicher Zeitstellung.                                                    | D-7-7627-0066 |                                                                                |
| Wallenhausen (Standort)    | Station des Mesolithikums, Siedlung des Neolithikums sowie Brandopferplatz                   | D-7-7627-0068 |                                                                                |
| Wallenhausen (Standort)    | Wüstung des Mittelalters.                                                                    | D-7-7627-0074 |                                                                                |
| Oberhausen (Standort)      | Siedlung vor- und frühgeschichtlicher Zeitstellung.                                          | D-7-7627-0077 |                                                                                |
| Wallenhausen (Standort)    | Freilandstation des Spätpaläolithikums und des Frühmesolithikums, Siedlung                   | D-7-7627-0104 |                                                                                |
| Oberhausen (Standort)      | Mittelalterliche und frühneuzeitliche Befunde im Bereich der Kath. Pfarrkirche St. Alban     | D-7-7627-0156 |                                                                                |
| Wallenhausen (Standort)    | Mittelalterliche und frühneuzeitliche Befunde im Bereich der Kath. Pfarrkirche               | D-7-7627-0158 |                                                                                |
| Oberreichenbach (Standort) | Mittelalterliche und frühneuzeitliche Befunde im Bereich der Kath. Pfarrkirche St. Johannes  | D-7-7627-0161 |                                                                                |
| Biberachzell (Standort)    | Mittelalterliche und frühneuzeitliche Befunde im Bereich des ehemaligen Schlosses            | D-7-7627-0163 |                                                                                |
| Attenhofen (Standort)      | Eisenverhüttungsplatz der jüngeren Latènezeit.                                               | D-7-7627-0165 |                                                                                |
| Emershofen (Standort)      | Freilandstation des Spätpaläolithikums und des Frühmesolithikums, Eisenverhüttungsplatz      | D-7-7726-0031 |                                                                                |
| Bubenhausen (Standort)     | Burgstall des Mittelalters.                                                                  | D-7-7726-0050 |                                                                                |
| Bubenhausen (Standort)     | Verhüttungsplatz der jüngeren Latènezeit.                                                    | D-7-7726-0051 |                                                                                |
| Bubenhausen (Standort)     | Freilandstationen des Magdalénien, des Spätpaläolithikums                                    | D-7-7726-0118 |                                                                                |
| Bubenhausen (Standort)     | Freilandstationen des Spätpaläolithikums, des Früh- und des Spätmesolithikums                | D-7-7726-0119 |                                                                                |
| Bubenhausen (Standort)     | Freilandstationen des Spätpaläolithikums und des Frühmesolithikums, Siedlung                 | D-7-7726-0120 |                                                                                |
| Bubenhausen (Standort)     | Freilandstation des Frühmesolithikums.                                                       | D-7-7726-0122 |                                                                                |
| Bubenhausen (Standort)     | Freilandstation des Mesolithikums, Siedlung des Neolithikums.                                | D-7-7726-0123 |                                                                                |
| Bubenhausen (Standort)     | Freilandstationen des Spätpaläolithikums und des Frühmesolithikums, Siedlung                 | D-7-7726-0124 |                                                                                |
| Bubenhausen (Standort)     | Freilandstation des Frühmesolithikums.                                                       | D-7-7726-0125 |                                                                                |
| Grafertshofen (Standort)   | Mittelalterliche und frühneuzeitliche Befunde im Bereich der Kath. Filialkirche St. Cyriakus | D-7-7726-0141 |                                                                                |
| Bubenhausen (Standort)     | Mittelalterliche und frühneuzeitliche Befunde im Bereich der Kath. Pfarrkirche St. Michael   | D-7-7726-0143 |                                                                                |
| Emershofen (Standort)      | Mittelalterliche und frühneuzeitliche Befunde im Bereich der Kath. Kuratiekirche             | D-7-7726-0145 |                                                                                |
| Bubenhausen (Standort)     | Eisenverhüttungsplatz der jüngeren Latènezeit.                                               | D-7-7726-0150 |                                                                                |
| Weißenhorn (Standort)      | Grabhügel vor- und frühgeschichtlicher Zeitstellung.                                         | D-7-7727-0022 |                                                                                |
| Biberachzell (Standort)    | Frühneuzeitliche Befunde im Bereich der Kath. Kapelle St. Wendelin und Notburga in Asch      | D-7-7727-0116 |                                                                                |